# 安德魯·科林
安德魯·約翰·西奧多·科林（英語：Andrew John Theodore Colin，1936年—2018年9月25日）是一名英國計算機科學家，他是廣泛使用的二元搜尋樹資料結構的共同發明者。科林出版了12本關於計算機科學各個方面的教科書，其中一些已被翻譯成其他語言。
1957年至1960年，科林在倫敦大學伯貝克學院講學，1960年調入該校計算機科學研究所。1965年至1970年，他擔任蘭卡斯特大學電腦科學實驗室主任。1970年，他被任命為斯特拉斯克萊德大學新成立的計算機科學系教授。1983 年，他辭去系主任職務，創辦了一家公司，致力於開發基於該系研究成果的商業應用軟體，同時繼續從事教學工作。隨後，他在商學院擔任兼職講師。他也曾在格拉斯哥聖馬利亞座堂唱詩班擔任男低音。
科林於2018年9月25日去世，享年82歲。